# Ernst Zindel
Ernst Zindel (Mistelbach, 23 gennaio 1897 – Bad Homburg vor der Höhe, 10 ottobre 1978) è stato un ingegnere aeronautico e imprenditore tedesco.
Fu, assieme a Otto Mader, alle dipendenze di Hugo Junkers nello sviluppo della divisione aeronautica dell'azienda che portava il suo nome, nonché progettista e responsabile dello sviluppo dei modelli di aereo da trasporto passeggeri plurimotore realizzati dalla Junkers tra i primi anni venti e gli anni trenta, tra i quali lo Ju 52, utilizzato anche in ambito militare, è uno dei più rappresentativi.

## Opere
- Ernst Zindel: Die Geschichte und Entwicklung des Junkers Flugzeugbau von 1910 bis 1945. Deutsche Gesellschaft für Luft- und Raumfahrt, Köln 1979.
- Ernst Zindel et al.: Pioniere der Luftfahrt: Hugo Junkers, Ferdinand Ferber, Adolf Rohrbach. Deutsche Gesellschaft für Luft- und Raumfahrt, Köln 1974.